# District de Vaké
Vaké est un district administratif (raioni) à Tbilissi, capitale de la Géorgie,.
Le district de Vaké comprend les quartiers : Vaké, Baguébi, les quartiers de Vaja-Pchavela, le plateau de Noutsoubidzé, Tskneti